# Parascotolemon
Parascotolemon is een geslacht van hooiwagens uit de familie Zalmoxioidae.
De wetenschappelijke naam Parascotolemon is voor het eerst geldig gepubliceerd door Roewer in 1912. 

## Soorten
Parascotolemon omvat de volgende 3 soorten:
- Parascotolemon bipunctus
- Parascotolemon hirsutus
- Parascotolemon ornatus